# Псковская духовная семинария
Псковская духовная семинария — среднее учебное заведение Псковской епархии Русской православной церкви, существовавшее в 1732—1918 годах.

## История
Псковская духовная семинария образована в 1732 году по инициативе архиепископа Псковского и Нарвского Варлаама Леницкого.
В 1738 году специально для семинарии было выстроено здание рядом с подворьем Псково-Печерского монастыря. В 1770-х годы здание было перестроено после пожара.
В XIX веке для расширения помещения семинарии архиепископ Евгений (Казанцев) приобрёл деревянный дом на каменном основании за счёт средств семинарии.
В 1840 году снова встал вопрос о строительстве нового здания. Строительство нового двухэтажного здания было осуществлено на месте бывшего здания. В здании располагались просторные светлые классы, хорошо приспособленные для занятий. В центральной части здания размещалась домовая церковь. В начале XX в. по проекту петербургского архитектора А. Павловского старое и новое здания были объединены. При перестройке здания в 1901—1904 гг. архитектор А. Павловский надстроил здание объёмом домовой церкви во имя Трёх святителей с купольным завершением (двусветный зал).
В 1918 году Псковская духовная семинария была закрыта.
Здание духовной семинарии находится под охраной как памятник федерального значения (Указ Президента РФ № 176 от 20.02.1995). В настоящее время в здании располагается естественно-географический факультет Псковского государственного университета.

## Ректоры
- Афанасий (Телятев) (10 апреля 1810 — 1819)
- Зосима Смирягин (24 августа 1819 — 23 февраля 1821)[1]
- Иероним Малицкий (1821 — июль 1823[2])
- Мелетий (Леонтович) (август 1823 — 24 мая 1824)
- Иннокентий (Сельнокринов-Коровин) (1824—1826)
- Мелхиседек (Золотинский) (22 декабря 1828 — 1841)
- Антоний (Шокотов) (23 июня 1841—1850)
- Поликарп (Гонорский) (17 февраля 1850 — 1 февраля 1851)
- Аполлос (Беляев) (26 октябюря 1856—1859)
- Виталий (Вертоградов) (22 февраля 1864 — 10 января 1865)
- Герасим (Яред) (1876—1881)
- Михаил Михайлович Дрекслер (1881—1885)
- Борис (Шипулин) (1904—1905)
- Никодим (Николай Васильевич Кротков) (1905— ноябрь 1907)
- Александр Иванович Лепорский (1908—1918)

## Известные выпускники
- Тихон (Беллавин), патриарх Московский
- Виктор (Богоявленский), епископ Семипалатинский
- Евсеев, Иван Евсеевич, филолог
- Шалфеев, Пётр Иванович, писатель и журналист